# Lillån, Lönneberga
För andra betydelser, se Lillån.
Lillån är en sjö i Hultsfreds kommun i Småland och ingår i Emåns huvudavrinningsområde.